# Okręg wyborczy Plympton Erle
Okręg wyborczy Plympton Erle powstał w 1295 r. i wysyłał do angielskiej, a następnie brytyjskiej Izby Gmin dwóch deputowanych. Okręg położony był w hrabstwie Devon. Został zlikwidowany w 1832 r.

## Deputowani do brytyjskiej Izby Gmin z okręgu Plympton Erle

### Deputowani w latach 1295–1660
- 1588–1593: Edwin Sandys
- 1589: Richard Grafton
- 1604–1611: William Stroud
- 1604–1622: Warwick Hele
- 1614: Sampson Hele
- 1621–1622: William Stroud
- 1624–1625: Francis Drake
- 1626: Thomas Hele
- 1628–1629: Thomas Hele
- 1640: Thomas Hele
- 1640: Michael Oldsworth
- 1640: Nicholas Slanning
- 1640–1644: Thomas Hele
- 1640–1648: Hugh Potter
- 1646–1653: Christopher Martyn
- 1659: Christopher Martyn
- 1659: Henry Hatsell

### Deputowani w latach 1660–1832
- 1660–1661: Christopher Martyn
- 1660–1677: William Strode
- 1661–1666: Thomas Hele
- 1666–1667: Edmund Fortescue
- 1667–1679: Nicholas Slanning
- 1677–1685: George Treby
- 1679–1679: Richard Hillersdon
- 1679–1685: John Pollexfen
- 1685–1689: Richard Strode
- 1685–1689: Christopher Wren
- 1689–1690: George Treby
- 1689–1690: John Pollexfen
- 1690–1690: Richard Strode
- 1690–1690: George Parker
- 1690–1692: George Treby
- 1690–1695: John Pollexfen
- 1692–1698: Thomas Trevor
- 1695–1702: Courtenay Croker
- 1698–1701: Martin Ryder
- 1701–1702: Richard Hele
- 1702–1735: Richard Edgcumbe
- 1702–1703: Thomas Jervoise
- 1703–1705: Richard Hele
- 1705–1708: John Cope
- 1708–1728: George Treby
- 1728–1734: John Fuller
- 1734–1742: Thomas Clutterbuck
- 1735–1741: Thomas Walker
- 1741–1742: Richard Edgcumbe
- 1742–1747: William Clayton, 1. baron Sundon
- 1742–1747: Richard Edgcumbe
- 1747–1747: George Edgcumbe
- 1747–1768: William Baker
- 1747–1761: George Treby
- 1761–1763: George Hele Treby
- 1763–1775: Paul Henry Ourry
- 1768–1774: William Baker
- 1774–1779: Richard Philipps
- 1775–1780: John Durand
- 1779–1780: William Fullarton
- 1780–1780: James Cecil, wicehrabia Cranborne
- 1780–1784: Ralph Payne
- 1780–1784: James Stuart-Wortley-Mackenzie
- 1784–1784: Paul Treby Ourry
- 1784–1790: John Stephenson
- 1784–1790: John Pardoe
- 1790–1794: Henry Luttrell, 2. hrabia Carhampton, torysi
- 1790–1796: Philip Metcalfe
- 1794–1796: William Manning
- 1796–1801: William Adams
- 1796–1799: William Mitchell
- 1799–1802: Richard Hankey
- 1801–1802: Sylvester Douglas, 1. baron Glenbervie
- 1802–1806: Edward Golding
- 1802–1806: Philip Metcalfe
- 1806–1812: Robert Stewart, wicehrabia Castlereagh, torysi
- 1806–1807: Stephen Lushington
- 1807–1810: William Harbord
- 1810–1812: Henry Drummond
- 1812–1824: Ranald George Macdonald
- 1812–1812: George Duckett
- 1812–1816: William Douglas
- 1816–1821: Alexander Boswell, torysi
- 1821–1826: William Gill Paxton
- 1824–1826: John Henry North, torysi
- 1826–1826: George Edgcumbe, torysi
- 1826–1832: Gibbs Crawfurd Antrobus, torysi
- 1826–1830: Charles Wetherell, torysi
- 1830–1830: Ernest Edgcumbe, wicehrabia Valletort, torysi
- 1830–1832: Compton Domvile, torysi